# Colobanthus monticola
Colobanthus monticola är en nejlikväxtart som beskrevs av Donald Petrie. Colobanthus monticola ingår i släktet Colobanthus, och familjen nejlikväxter. Inga underarter finns listade i Catalogue of Life.